# بيلي ستيل (لاعب كرة قدم)
بيلي ستيل (بالإنجليزية: Billy Steel)‏ (1 مايو 1923 في المملكة المتحدة - 13 مايو 1982 في الولايات المتحدة) هو لاعب كرة قدم بريطاني في مركز مهاجم داخلي. شارك مع منتخب اسكتلندا لكرة القدم. أما مع النوادي، فقد لعب مع ديربي كاونتي ونادي دندي ونادي سانت ميرين ورابطة كرة القدم الاسكتلندية الحادية عشر ‏ ونادي غرينوك مورتون.

## مسيرته الكروية
لعب بيلي ستيل خلال مسيرته الاحترافية مع 3 أندية في ثمانية مواسم وسجل خلالها 54 هدفًا ضمن 212 مباراة. ولم يفز بأي موسم بالكأس أو بالدوري.
خاض بيلي ستيل مسيرته مع نادي غرينوك مورتون في موسم 1946–47 لمدة موسم واحد، مشاركًا في 9 مباريات سجل خلالها هدفًا واحدًا. ثم انتقل إلى نادي ديربي كاونتي في موسم 1947–48 واستمر معه طيلة ثلاثة مواسم، حيث شارك في 109 مباراة سجل خلالها 27 هدفًا. لينتقل بعدها إلى نادي دندي في موسم 1950–51 ليلعب معه أربعة مواسم، مشاركًا في 94 مباراة سجل خلالها 26 هدفًا.

## وصلات خارجية
- بيلي ستيل (لاعب كرة قدم) على موقع الاتحاد الإسكتلندي (الإنجليزية)
- بيلي ستيل (لاعب كرة قدم) على موقع قاعدة بيانات كرة القدم.إي يو (الإنجليزية)
- بيلي ستيل (لاعب كرة قدم) على موقع ناشيونال فوتبول تيمز (الإنجليزية)